# Петер Петерсон
Петер Петерсон (нем. Peter Petersen, настоящие имя и фамилия — Макс Иоганн Генрих Полсен (нем. Max Johann Heinrich Paulsen; 18 ноября 1876, Гамбург, Германская империя — 11 марта 1956, Вена, Австрия) — австрийский актер и театральный режиссер.

## Биография
Макс Иоганн Генрих Полсен родился 18 ноября 1876 года в Гамбурге, Немецкая империя. После обучения в средней школе в Гамбурге брал уроки актерского мастерства у Пауля Шумана. 18-летним, он дебютировал в 1894 году как актер в Раштате в постановке «Дон Карлоса» по Ф. Шиллером). С 1896 года на протяжении двух сезонов выступал в Берлин в Гофтеатре, после чего переехал в 1898 году в Вену, где начал работать в Бургтеатре, став впоследствии его художественным руководителем.
В кино Полсе дебютировал в 1934 году ролью профессора Карла Людвига Гаррандта в фильме Вилли Форста «Маскарад», где его партнершами по съемочной площадке была дебютантка Паула Весселя и Ольга Чехова. С тех пор актер как в кино, так и на театральной сцене выступал под псевдонимом Петер Петерсон.
После аншлюса Австрии Третьим Рейхом в 1941 году Петерсон принял участие в пропагандистском нацистском антипольском фильме «Возвращение домой», где сыграл роль отца главной героини в исполнении Паулы Весселя. После Второй мировой войны актер перестал сниматься в кино и сосредоточился на выступлениях Бургтеатре в Вене.
Петер Петерсон был профессором Венского университета музыки и исполнительского искусства. Умер 11 марта 1956 года в Вене, где и похоронен.